# Fasque House

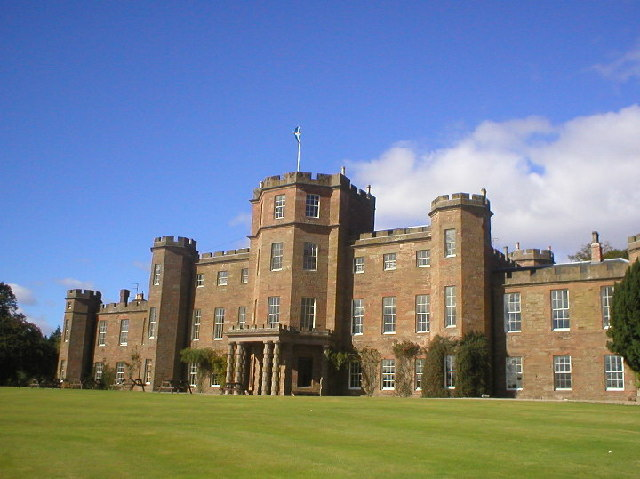
Fasque House

Fasque House ist ein Herrenhaus nahe der schottischen Ortschaft Fettercairn in der Council Area Aberdeenshire. 1972 wurde das Bauwerk in die schottischen Denkmallisten in der höchsten Denkmalkategorie A aufgenommen. Des Weiteren bildet es mit mehreren Außengebäuden ein Denkmalensemble der Kategorie A. Vier dem Anwesen zugehörige Bauwerke sind außerdem separat als Kategorie-B- und sechs als Kategorie-C-Bauwerke klassifiziert. Das Gesamtanwesen ist im schottischen Register für Landschaftsgärten verzeichnet. In zwei von sieben Kategorien wurde das höchste Prädikat „herausragend“ verliehen.

## Geschichte
Das Anwesen Fasque war im Spätmittelalter verknüpft mit dem Clan Ramsay. König Jakob III. erhob John Ramsay, Knight of Balmain and Fasque 1483 zum Lord. Im Zuge der Rebellion gegen das Königshaus wurde Ramsay geächtet und seine Besitztümer entzogen. 1498 wurde er schließlich begnadigt. Alexander Ramsay, 5. Baronet gab 1715 seinen Parlamentssitz nach drei Jahren auf, um sich auf die Entwicklung des Anwesens zu fokussieren. Es existieren Pläne von William Adam zum Neubau eines Herrenhauses nahe dem mittelalterlichen Fasque House.
Um 1750 wurde ein deutlich kleineres Haus am Standort errichtet, das jedoch höchstens 50 Jahre genutzt wurde. Das heutige Fasque House wurde zwischen 1809 und 1813 für Thomas Ramsay of Balmain erbaut. Vermutlich zeichnet der schottische Architekt John Paterson für den Entwurf verantwortlich, dessen Umsetzung mit rund 30.000 £ zu Buche schlug. 1828 erwarb der aus Liverpool stammende Kaufmann John Gladstone das Anwesen, der sein Vermögen mit dem Handel in Lancashire gemacht hatte. Nachdem Fasque House einige Zeit ungenutzt verblieben war, ließ Peter Gladstone es restaurieren und öffnete es für Besucher.

## Beschreibung
Das Herrenhaus steht isoliert rund 1,5 Kilometer nördlich von Fettercairn. Durch seine Pseudo-Zinnenbewehrung entsteht ein burgähnlicher Charakter. Das längliche Sandstein-Gebäude ist vom Zentrum zu beiden Seiten abgestuft aufgebaut. Am mittigen, vierstöckigen Turm tritt über die gesamte Höhe eine abgekantete Auslucht heraus. An ihrem Fuße springt eine rustizierte Porte-cochère hervor, die vermutlich zwischen 1845 und 1850 ergänzt wurde. Aus der Fassade treten oktogonale Türme heraus. Rückwärtig gehen flachere Flügel ab.